# Gilbert Melki

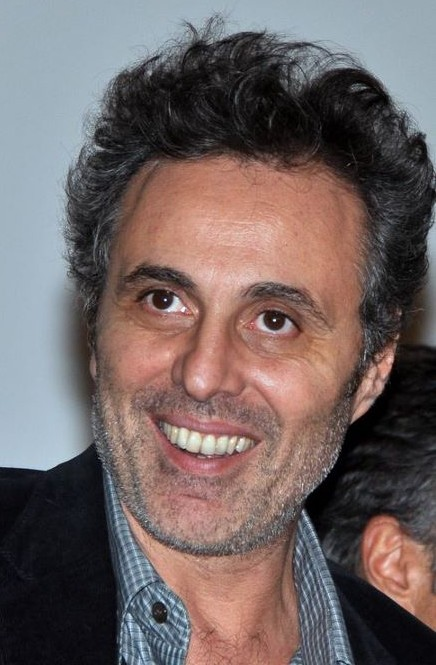
Gilbert Melki (2012)

Gilbert Melki (* 12. November 1958 in Paris) ist ein französischer Schauspieler. 

## Biografie
Gilbert Melki ist der Neffe des französischen Schauspielers Claude Melki. Er ist der Sohn eines Algeriers, der aus Khenchela stammt und einer Französin. Sein Vater wollte, dass er Tischler wird, aber Melki interessierte sich für die Schauspielerei. Er debütierte in dem von Claude Chabrol inszenierten 1992 erschienenen Drama Betty an der Seite von Marie Trintignant und Stéphane Audran.

## Filmografie (Auswahl)
- 1992: Betty
- 1997: Der Hexenclub von Bayonne (Un amour de sorcière)
- 1997: Lügen haben kurze Röcke (La vérité si je mens)
- 1999: Schöne Venus (Vénus beauté (institut))
- 2002: Dem Paradies ganz nah (Au plus près du paradis)
- 2002: Ein tolles Paar (Un couple épatant)
- 2002: Trilogie: Après la vie – Nach dem Leben (Après la vie)
- 2003: Der rote Tempelritter – Red Knight (Rencontre avec le dragon)
- 2003: Monsieur Ibrahim und die Blumen des Koran (Monsieur Ibrahim et les fleurs du Coran)
- 2004: Changing Times (Les temps qui changent)
- 2004: Getrennte Wege (Ve'Lakhta Lehe Isha)
- 2004: Intime Fremde (Confidences trop intimes)
- 2004: Meeresfrüchte (Crustacés et coquillages)
- 2005: Angel-A
- 2006: Mr. Average – Der Mann für alle Fälle (Comme tout le monde)
- 2007: Anna M.
- 2007: Der Killer (Le tueur)
- 2007: Der Spaziergang (La promenade)
- 2007: Es regnet Pflaumen in Japan (La pluie des prunes)
- 2007: Le deuxième souffle
- 2008: Largo Winch – Tödliches Erbe (Largo Winch)
- 2009: Complices
- 2010: Le Mac – Doppelt knallt’s besser (Le Mac)
- 2019: Der Basar des Schicksals (Le Bazar de la Charité)